# Bernard Camille

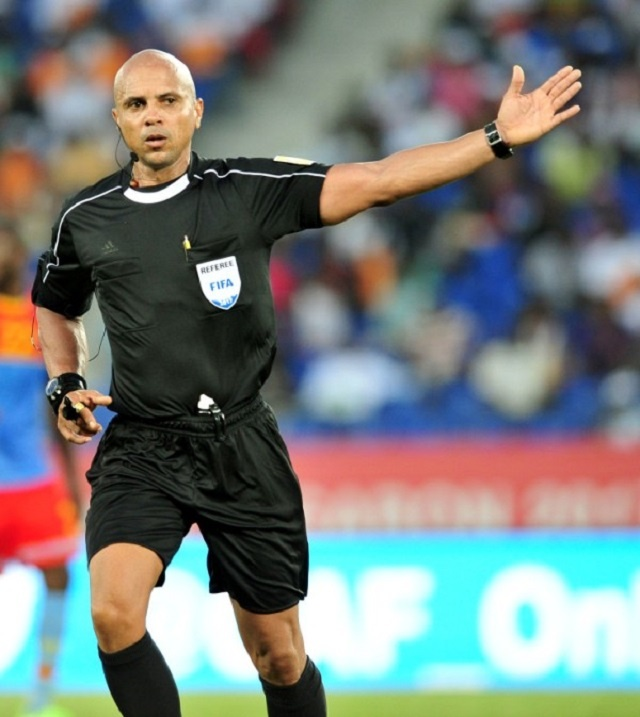
Bernard Camille (2021)

Bernard Hensel Camille (* 6. Oktober 1975) ist ein seychellischer Fußballschiedsrichter.
Seit 2011 steht Camille auf der Liste der FIFA-Schiedsrichter und leitet internationale Fußballspiele.
Camille wurde beim Afrika-Cup 2013 in Südafrika, beim Afrika-Cup 2015 in Äquatorialguinea, beim Afrika-Cup 2017 in Gabun, beim Afrika-Cup 2019 in Ägypten sowie beim Afrika-Cup 2022 in Kamerun eingesetzt. Neben Gruppenspielen leitete er beim Afrika-Cup 2015 das Viertelfinale zwischen der Republik Kongo und der DR Kongo (2:4) und beim Afrika-Cup 2017 das Viertelfinale zwischen der DR Kongo und Ghana (1:2).
Bei der U-20-Weltmeisterschaft 2015 in Neuseeland leitete Camille zwei Gruppenspiele.
Am 29. Oktober 2016 leitete Camille das Final-Hinspiel des CAF Confederation Cups 2016 zwischen MO Béjaïa und Tout Puissant Mazembe (1:1).